# پاناگیوتیس تسالوخیدیس
پاناگیوتیس تسالوخیدیس (یونانی: Παναγιώτης Τσαλουχίδης؛ زادهٔ ۳۰ مارس ۱۹۶۳) بازیکن سابق و مربی فوتبال اهل یونان است.
از باشگاه‌هایی که در آن بازی کرده‌است می‌توان به باشگاه فوتبال المپیاکوس، باشگاه فوتبال پائوک، و باشگاه فوتبال ویرا اشاره کرد.
وی همچنین در تیم ملی فوتبال یونان بازی کرده‌است.